# Old Colwyn

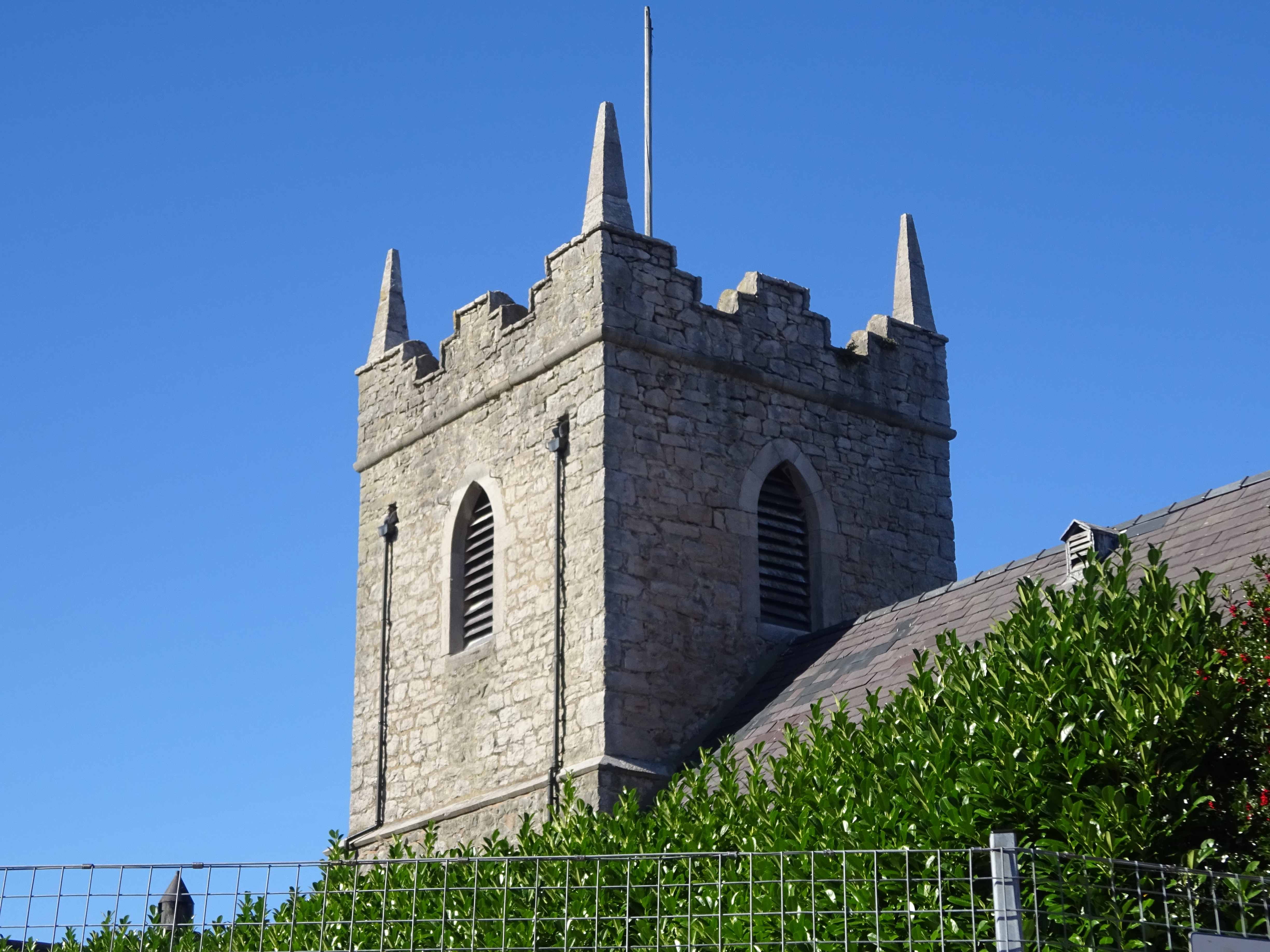
Old Colwyn: la chiesa di Santa Caterina

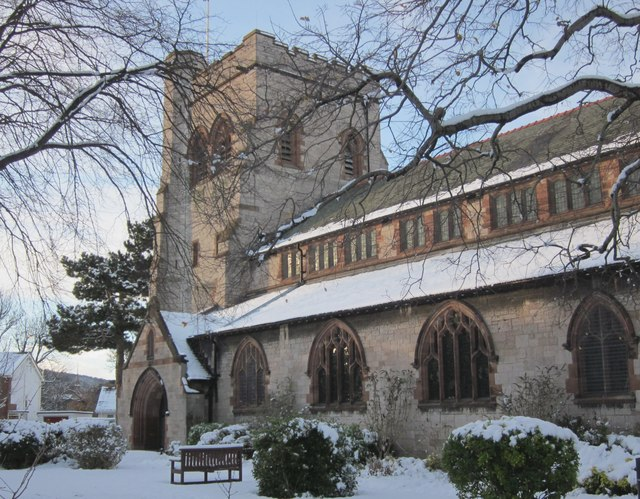
Old Colwyn: la chiesa di San Giovanni Battista

Old Colwyn (in gallese Hen Golwyn) è un villaggio con status di comunità (community) del Galles nord-orientale, facente parte del distretto di contea di Conwy e situato in prossimità della costa che si affaccia sulla baia di Liverpool (Mare d'Irlanda). L'intera community conta una popolazione di circa 7500-8000 abitanti.

## Geografia fisica
Il villaggio di Old Colwyn si trova nelle immediate vicinanze delle località balneare di Colwyn Bay e Llandudno, tra Colwyn Bay e Llandulas (rispettivamente a est della prima e a nord della seconda) e a nord di Llanelian. La parte settentrionale della community, community che occupa complessivamente un'area di 3,938 km², si affaccia sulla baia di Liverpool.
Nella comunità di Old Colwyn si trova una foresta nota come Fairy Glen.

## Storia
Il villaggio di Old Colwyn è menzionato (come Coloyne) in un documento redatto nel 1334 da re Edoardo III d'Inghilterra.
La località contava 20 abitanti nel 1685, 29 abitanti nel 1772 e 150 nel 1801, quando si svolse il primo censimento ufficiale.
In seguito, venne aggiunto al toponimo "Colwyn" il termine "Old" ("vecchio") per distinguere la località dalla vicina stazione balneare di New Colwyn (in seguito nota come Colwyn Bay).

## Monumenti e luoghi d'interesse

### Architetture religiose

#### Chiesa di Santa Caterina
Il più antico edificio religioso di Old Colwyn è la chiesa di Santa Caterina, eretta nel 1837.

#### Chiesa di San Giovanni Battista
Altro edificio religioso di Old Colwyn è la chiesa di San Giovanni Battista, eretta tra il 1899 e il 1905.

### Architetture civili
Di interesse è inoltre la fila di antichi cottage nell'area nota come Rose Hill.

## Cultura
La foresta di Fairy Glen, a Old Colwyn, è ritenuta un luogo popolato da spiriti, fate, ecc. (da cui il termine "fairy").

## Società

### Evoluzione demografica
Nel 2020 la popolazione stimata della comunità di Old Colwyn era pari a 7 516 unità, in maggioranza (3.746) di sesso femminile.
La popolazione al di sotto dei 18 anni era stimata in 1 651 unità (di cui 892 erano i bambini al di sotto dei 10 anni), mentre la popolazione dai 65 anni in su era stimata in 1 729 unità (di cui 478 erano le persone dagli 80 anni in su).
La comunità di Old Colwyn ha conusciuto un decremento demografico rispetto al 2011, quando la popolazione censita era pari a 8 113 unità, dato che era in rialzo rispetto a quello del censimento del 2001, quando Old Colwyn contava 7 626 abitanti.

## Sport
A Old Colwyn si trova un campo da golf, l'Old Colwyn Golf Club, fondato nel 1907.